# Studentische Fechtwaffe
Eine studentische Fechtwaffe ist eine Fechtwaffe, die in schlagenden Verbindungen zum Fechten von Mensuren verwendet wird.

## Stichwaffen der frühen Neuzeit

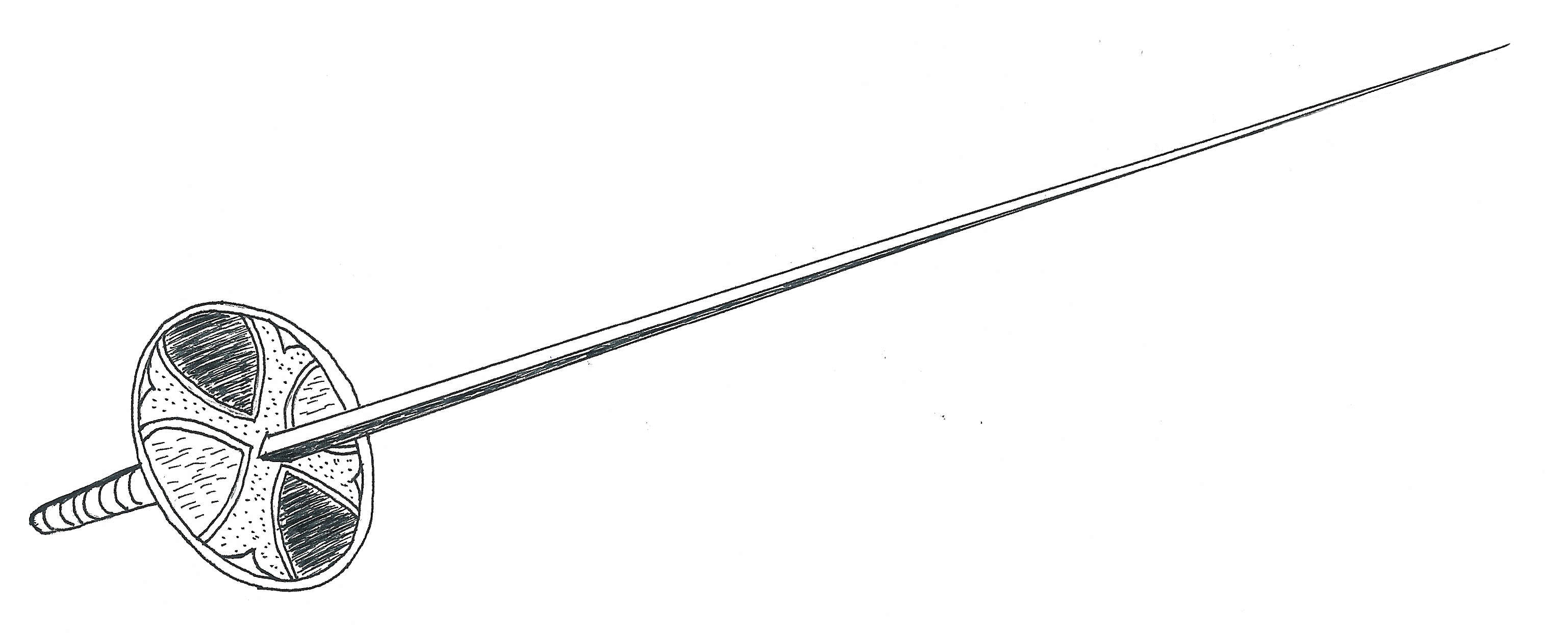
Pariser Stoßdegen, entstanden in Frankreich um 1750

Nach dem Ausgang des Mittelalters waren bei Studenten die gleichen Fechtwaffen in Gebrauch, wie sie auch sonst von zum Waffentragen berechtigten Männern zur Selbstverteidigung verwendet wurden, wie Degen und Rapier.
Von der Mitte des 18. Jahrhunderts bis weit ins 19. Jahrhundert hinein war für Stoßmensuren der Pariser Stoßdegen in Gebrauch, eine leichte florettähnliche Stichwaffe mit kreisrundem Stichblatt und einer Klinge mit dreieckigem Querschnitt.

## Übergang auf Hiebwaffen im 18. Jahrhundert

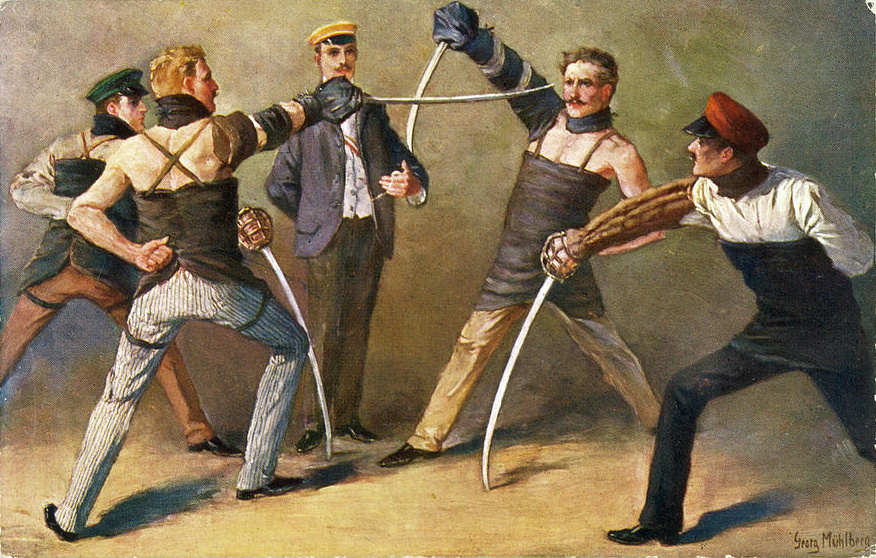
Georg Mühlberg – Studentisches Säbelduell um 1900

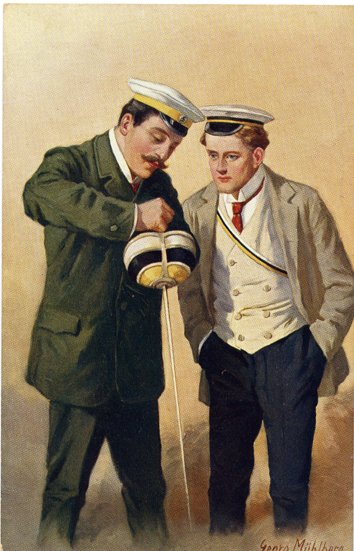
Georg Mühlberg: Couleurdiener beim Speereinziehen. Einziehen der Klinge in den Korb eines Korbschlägers.

Da solche Stichwaffen leichter zu tödlichen Verletzungen führen konnten, ging man ab 1767 zuerst in Göttingen zum Hiebfechten mit Hiebwaffen über. Diese Entwicklung wurde durch ein Duell ausgelöst, das am 22. April 1766 im ersten Stock des Seitenflügels des Göttinger Michaelishauses stattfand und durch einen Stich ins Herz tödlich endete. Es war in Göttingen das einzige Ereignis dieser Art im ganzen 18. Jahrhundert. In der Folge fanden strenge Untersuchungen der Universitätsbehörden statt, die der Regierung in Hannover zu berichten hatten. Unter den Studenten wurden auch die Folgen eines Duells mit tödlichem Ausgang deutlich: Nach Art. 14 des Duell-Edikts vom 18. Juli 1735 erwartete den anderen Teilnehmer in einem solchen Falle die Todesstrafe:

„Wenn ein Duell geschieht und einer der Duellanten dabei entleibt wird, so soll der Täter ohne Unterschied seines Standes oder Wesens und ohne alle Begnadigung mit dem Schwerte vom Leben zum Tode gebracht und dessen Leichnam nicht weniger der Leichnam des Entleibten an einem Ab-Orte begraben werden. Wenn man der Person des Mörders nicht habhaft werden kann, ist sein Bildnis mit einer Beschreibung der Beschaffenheit seines Deliktes an den Galgen zu henken. Diese Bestrafung in effigie soll aber die gesetzte Todesstrafe nicht aufheben ...“

Mit der Entwicklung des Göttinger Hiebers als reiner Hiebwaffe wurde das Risiko der finalen Stichverletzungen eliminiert. Das nächste Duell mit Todesfolge ereignete sich in Göttingen erst im Jahr 1808.
Im Weiteren wurden aus dem Göttinger Hieber der Korbschläger und – an den Universitäten im Osten (grob: östlich der Elbe-Saale-Linie) Deutschlands – der Glockenschläger entwickelt.
Da um die Mitte des 19. Jahrhunderts das Fechten mit Korbschläger und Glockenschläger keinen Duellcharakter mehr hatte, entstand zur Bereinigung von schweren Ehrenhändeln der akademische Säbel, der sich vom Korbschläger nur durch die schwerere und gebogene Klinge unterschied. Dazu war der Stand der Paukanten beweglicher, also gefährlicher, und es wurden weniger Schutzwaffen eingesetzt. Säbelpartien galten als Zweikampf mit tödlichen Waffen und damit als Duelle. Sie wurden bis ungefähr 1935 durchgeführt.

## Heutiger Waffengebrauch

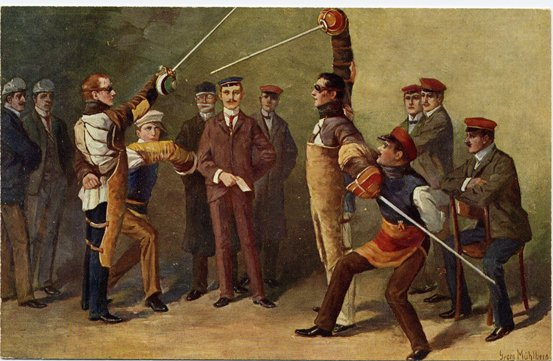
Georg Mühlberg: Auf die Mensur, Darstellung einer Mensur auf Korbschläger, ungefähr um 1900

Die Bestimmungsmensur wird seit etwa 1850 bis heute mit Korbschläger und Glockenschläger ausgetragen.
Die deutschen Studentenverbindungen in Prag verwendeten in der Mitte des 19. Jahrhunderts noch eine spezielle Waffe, die Prager Plempe, bis sie ebenfalls in den 1870er Jahren zum Korbschläger übergingen.
Bemühungen der Zwischenkriegszeit, das Studentische Fechten durch geänderte Ausrüstung (Reformschläger) und Regelwerk (bewegliches Fechten) gleichzeitig zu entschärfen und anspruchsvoller zu gestalten, verliefen sich durch die Auflösung der Verbindungen in den 1930er Jahren.
Nach dem Zweiten Weltkrieg wurde das Mensurfechten im Prinzip fortgesetzt, wie es bis 1935 bestanden hatte. Das Ausfechten von Duellen mit dem Säbel wurde jedoch nicht wieder aufgenommen und der Glockenschläger wurde nur vereinzelt verwendet, da in den anderen Universitätsstädten, an denen er üblich war, die sowjetische Besatzung die Wiederaufnahme alter Traditionen verhinderte. Nach der deutschen Wiedervereinigung findet diese Waffe jedoch wieder Verwendung an den angestammten Universitätsstädten Halle, Leipzig, Dresden, Freiberg, Greifswald und Berlin, seit 1984 auch in Konstanz. Im ehemaligen Königsberg, in Danzig und in Breslau, wo früher mit Glockenschläger gefochten wurde, werden heute keine Mensuren mehr ausgetragen. In Warschau wird heute auf Korbschläger gefochten.